# Pang Ji
En aquest nom xinès, el cognom és Pang.
Pang Ji (mort el 202), nom estilitzat Yuantu (元圖), era un ministre del senyor de la guerra Yuan Shao durant el període de la tardana Dinastia Han Oriental de la història xinesa.
Pang va ser criticat per l'assessor de Cao Cao, Xun Yu, com un "home coratjós però que no fa cas de l'opinió dels altres". Pang calumnià Tian Feng després de la derrota de Yuan Shao a la batalla de Guandu i va causar que Tian se suïcidés. Pang més tard va anar a servir a Yuan Shang, el successor de Yuan Shao. Com Yuan Shang era el més jove dels tres fills de Yuan Shao, hi va haver una intensa rivalitat entre els germans. El fill gran de Yuan Shao, Yuan Tan, estava a punt de revoltar-se, i Pang i Shen Pei suggeriren de manar un petit exèrcit per ajudar Yuan Tan en la defensa contra els reiterats atacs de Cao Cao i així poder resoldre la tensió. Pang hi anà com emissari. No obstant això, Yuan Tan no estava content amb els reforços i va exigir a Yuan Shang que li enviés més tropes. Shen Pei s'hi va negar rotundament i va matar Pang.

## Anotacions
1. ↑  El nom és sovint mal pronunciat com a «Féng Jì», puix que el caràcter 逢 en xinès modern es pronuncia com a «Féng», no obstant era probable que el cognom real fóra 逄, pronunciat com a «Páng», ja que els dos caràcter semblen molt similars i Páng n'era un cognom molt més comú.